# Kostel svatého Štěpána (Těchnice)

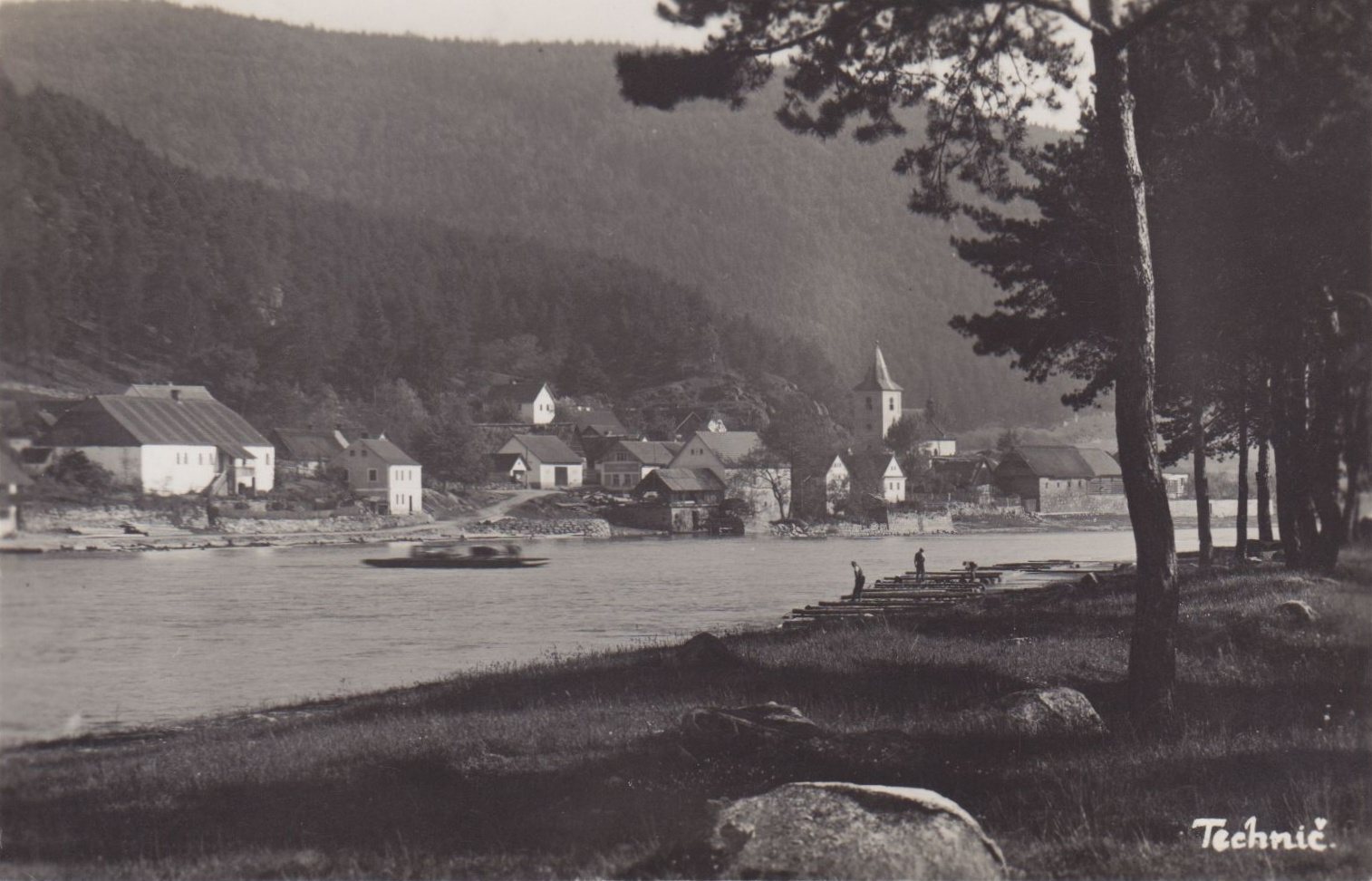
Obec Těchnice s kostelem svatého Štěpána před rokem 1940 na dobové pohlednici.

Kostel svatého Štěpána se nachází v zaniklé obci Těchnice, jejíž pozůstatky jsou dnes pod hladinou vodní nádrže Orlík. Kostel stále stojí, před zatopením z něj však byla odstraněna střecha, strop a krovy (klenba nad presbytářem zůstala zachována). Poslední bohoslužba se zde konala koncem roku 1957.
V roce 2000 jej s využitím starých katastrálních map a za použití geodetických přístrojů lokalizovali potápěči, pro které je od té doby oblíbeným cílem ponorů. Při normální výši vody se nachází asi 40–50 metrů pod hladinou.

## Popis
Kostel je jednolodní, neorientovaný, s hranolovou věží v jihozápadním průčelí. Má pětiboce uzavřený presbytář, sklenutý dodnes zachovalou křížovou klenbou s profilovanými žebry. Loď byla plochostropá, zařízení pocházelo z konce 17. století. Na hlavním oltáři z roku 1660 byl znak rodu Bukovských. Na věži visely zvony z let 1432 a 1605.